# 4 Only
4 Only è il quarto album in studio della cantante sudcoreana Lee Hi, pubblicato nel 2021.

## Tracce
1. Savior (구원자; featuring B.I) – 3:35
2. Intentions (그대의 의도) – 3:24
3. Waterride (물타기) – 3:04 – Bronze
4. Bye – 3:10
5. Red Lipstick (빨간 립스틱; featuring Yoon Mi-rae) – 3:07
6. H.S.K.T. (머리어깨무릎발; featuring Wonstein) – 3:24 – Peejay
7. Safety Zone (안전지대) – 4:08
8. What Is Love? (어려워) – 3:43
9. Darling – 3:55
10. Only – 4:00